# Eisenbahnverkehrs-Verordnung
Die Eisenbahnverkehrs-Verordnung (EVO, bis 2023 Eisenbahn-Verkehrsordnung) ist eine Rechtsvorschrift in Deutschland, in der die Beförderung von Personen durch öffentliche Eisenbahnen behandelt wird.

## Geschichte
Die erste Eisenbahn-Verkehrsordnung in Deutschland trat am 15. November 1892 in Kraft. Diese wurde in der Folge durch gleichnamige Vorschriften am 26. Oktober 1899, am 23. Dezember 1908 und am 16. Mai 1928 ersetzt, bevor am 8. September 1938 die mit Änderungen bis 2019 geltende Fassung in Kraft trat. Etliche aus der Zeit gefallene Regelungen der Eisenbahn-Verkehrsordnung, etwa zum Aufgeben von Gepäck zur Beförderung durch die Eisenbahn, wurden zum 1. August 2019 aufgehoben.
Am 8. August 2023 trat eine Neufassung in Kraft.

## Regelungen
Im Einzelnen werden behandelt
- Ausschluss von der Beförderung
- Fahrausweise
- Fahrpreise
- Erhöhter Fahrpreis
- Verspätung oder Ausfall von Zügen
- Fahrpreiserstattung
- Schlichtungsstelle
- Gepäckaufbewahrung

## Veröffentlichungen
- Ernst Blume (Hrsg.): Eisenbahn-Verkehrsordnung vom 8. September 1938 mit allgemeinen Ausführungsbestimmungen von Wilhelm Weirauch (Autor), Werner Heinze (Autor). Reprint 2018, De Gruyter, Berlin/Boston 2019, ISBN 978-3-11-169457-3